# Плисецкая, Анна Александровна
Анна Алекса́ндровна Плисе́цкая (род. 18 августа 1971) — балерина, актриса из династии Плисецких — Мессереров.

## Биография
Анна Плисецкая родилась в Москве, 18 августа 1971 года в семье артистки Большого театра Марианны Седовой и балетмейстера Александра Плисецкого, племянница Майи Плисецкой.
Детство прошло в Латинской Америке, в Лиме (1974—1976), где её отец был основателем балета при Университете Сан-Маркос, и в Буэнос-Айресе (1976—1978) (Аргентина).
В трёхлетнем возрасте появилась на экране в фильме-балете Маргариты Пилихиной «Анна Каренина».
В 1984 году на экраны вышел фильм «Мэри Поппинс, до свидания», где она исполнила роль Джейн Бэнкс.

### Начало пути
В 1989 году окончила Академию балета имени Вагановой в Ленинграде (педагоги: М. А. Васильева, Л. Е. Гончарова, Л. П. Морковина).
В 1989 году по окончании академии в Мариинском театре (1989—1995) исполняла сольные партии в репертуаре театра. Дебютом стало выступление на телемарафоне «Санкт-Петербург-возрождение» («Видение розы», с Андрисом Лиепой, 1991), с участием мировых звёзд: Иегуди Менухина, Натальи Макаровой, Максимилиано Гуерра, Хосе Антонио, которые приехали, чтобы помочь вместе со звёздами балета Мариинского театра городу Санкт-Петербург, который в то время и возвратил своё историческое имя. С театром участвовала в гастрольных турне по Японии, Корее и США.
В 1992 году Александр Белинский выпустил фильм «Последняя тарантелла», где Анна исполнила роль Нины.
С 1993 по 1996 год училась в Петербургской консерватории получив степень бакалавра на кафедре режиссуры и сценарной драматургии.
С 1992 по 1994 год Анна Плисецкая была солисткой Балета Мориса Бежара в Лозанне (Лозанна, Швейцария) с которой гастролировала по всем городам Израиля, Италии, Англии, Бельгии, Испании, Франции, Германии.
С 1995 по 2006 год выступала, как приглашённая балерина в спектаклях и гастрольных программах Финляндии, Испании, Японии («Dream Creation I, II»), Сингапуре.
В 2000 и 2003 годах вместе с коллективом ГЦКЗ «Россия» и Марией Мульяш, создавала программы воплощающие идею развития одарённых и профессиональных детей, в области музыки, балета, оперы и циркового искусства, которым давали такую возможность, приглашённые для этой идеи: Максим Дунаевский, Эдуард Грач, Григорий Ковалевский. Когда главного редактора зала, Марии Мульяш не стало, все артисты, любившие её, посвятили ей концерт (2009).
В 2001—2004 годах окончила Международную академию бизнеса и управления, получив специальность менеджмент организации.
С 2006 года Анна участвует в нескольких театральных антрепризах, сыграла роль Елизаветы Павловны Тверской (Бетси) в спектакле «Анна Каренина»
В 2007 году пианист Даниил Крамер и Анна Плисецкая создали джазовую программу, в которой сочетались разные музыкальные направления с балетом. Премьера спектакля «Город глазами джаза» состоялась в зале Чайковского. А затем был выпущен фильм об истории создания спектакля. Спектакль выпускался и в камерном варианте, с музыкальными и вокальными номерами.

## Балетный репертуар
- Эффи в балете «Сильфида», балетмейстер Август Бурнонвиль, музыка Г. С. Левенскольда, педагог Н. Г. Спицина, Мариинский театр, (первый спектакль 1991)[12]
- в балете «Дон Кихот» на музыку Людвига Минкуса: Уличная танцовщица, Мерседес, балетмейстер Александр Горский, педагог О. И. Ченчикова, Цыганский (в Мариинском, в постановке Н. А. Анисимовой), педагог И. Н. Утрецкая, в сольном исполнении в постановке Касьяна Голейзовского на музыку В. Желобинского, педагог Марианна Седова, Мариинский театр, Имперский балет (Токио), (премьеры 1989, 1991, 1994, 1997)
- Мирта в балете «Жизель», Мариус Петипа, музыка Адольфа Адана, педагог Алла Шелест, Казанский театр, (первый спектакль 1991)
- Русская принцесса, Неаполитанский, Венгерская принцесса в балете «Лебединое озеро» Льва Иванова, Асафа Мессерера, музыка Пётра Чайковского, педагоги А. Я. Шелест, Г. П. Кекишева, КЗ «Октябрьский», зал «Россия», Мариинский театр, Классический балет, (премьеры 1989, 1991, 1994, 1995)
- Колокольчики в балете «Бахчисарайский фонтан», балетмейстер Ростислав Захаров, на музыку Б. Асафьева, педагог Н. А. Кургапкина, Г. П. Кекишева, Мариинский театр, (премьеры 1989, 1991, 1994)
- Ширин, «Легенда о любви», Ю. Григоровича, на музыку А. Д. Меликова, педагог Наталья Большакова, концертное исполнение
- Нина, в фильме А. Белинского «Последняя тарантелла», балетмейстер Олег Игнатьев, композитор Тимур Коган, педагог Н. Д. Большакова
- Pas de deux из балета «Фестиваль цветов», Бурнонвиля, музыка Г. С. Левенскольда, концертное исполнение
- «Служанки», подруга Меркуцио (первая исполнительница), «Ромео и Джульетта» (возобновление 1991 года), Л. М. Лавровский, музыка С.Прокофьева, Мариинский театр
- Испанская принцесса, «Щелкунчик», В. Вайнонена, музыка Чайковского, работа педагога Л. Е. Гончарова, Мариинский театр, исполнение (1989—1998)
- Сарацинский, Панадерос, «Раймонда», Мариуса Петипа, музыка А. Глазунова, педагог Э. Е. Власова, Имперский балет, 1996—1998
- Эсмеральда, Pas de six из балета «Эсмеральда», М. Петипа, музыка Р.Дриго, работа педагогов Т. Н. Попко, Е. Л. Рябинкиной, ГЦКЗ «Россия», 1994—1996

В балетах Михаила Фокина
- «Видение Розы» на музыку Карла фон Вебера, партнёр Андрис Лиепа, Мариинский театр, педагог Ольга Ченчикова, (премьеры 1990, 6 января 1991, 1995), Мариинский театр, зал «Россия»
- «Шопениана» (в редакции А. Вагановой), Фредерика Шопена, педагоги Э. В. Кокорина, К. М. Сергеев, Т. А. Удаленкова.

В балетах Голейзовского
- Девушка, «Половецкие пляски», А. Бородина, работа М. Н. Седовой, Имперский балет Токио
- «Три настроения», А. Скрябина, точный перенос хореографии — Елены Черкасской, партнёр В. М. Баранов, премьера на фестивале балета Н. М. Садовской на сцене Казанского театра
- Цыганский, Желобинского, педагог М. Н. Седова, Имперский балет Токио, 1997, 1998
- Танец басков из балета «Пламя Парижа», на музыку Б. Асафьева, постановка В. И. Вайнонена, педагог Лидия Гончарова, И. Г. Генслер, Г. П. Конищев, В. К. Корнеев, Мариинский театр, (премьеры 1989, 1991)

В балетах Бежара
- «Sissi, L’Impératrice Autriche» (с Сильви Гиллем), костюмы Джанни Версаче, музыка И.Штрауса Valse de l’empereur[нем.], Rudra Bejart Ballet, премьера состоялась в Театро де Ла Фениче
- «Le Mandarin Mervelleau» на музыку Бартока, Rudra Bejart Ballet, премьеры в Metropol, Palais de Beaulieu, Лозанна
- «Mister C.», о Чарли Чаплине (с Анной Чаплин) на музыку Чарли Чаплина, Rudra Bejart Ballet, Metropol

В балетах других хореографов
- «Чорос», Ролан Пети, музыка В. Лобоса, работа Габриэлы Комлевой, БКЗ «Октябрьский», премьера на вечере О. М. Соколова
- «Качуча» (редакция для Ф. Эльслер, возобновление Пьера Лакотта), работа Г. Т. Комлевой, Мариинский театр
- Мамаша в балете Ратманского «Взбитые сливки» (фр. La crème fouettée, англ. Whipped cream) на музыку Р. Штрауса, премьера 1998 года состоялась в финском театре, Миккели
- «Кабаре», Гоги Алексидзе на музыку Бенджамина Бриттена, ГЦКЗ «Россия», 1993—1997
- ОНА в балете Миши Ван Ука (Misha Van Hoecke) «Пилигримы» на музыку Боба Дилана, КЗ «Октябрьский», Концертный зал Чайковского, Флоренция, Пиза, 2001
- «Айседора» — балет Н. Андросова (1996, колонный зал)
- Постановка версии балета «Щелкунчик» для Сингапурского театра, 2004
- Участие в Гала-концерте в Сингапуре номер на музыку «половецких плясок» А. Бородина, в современной аранжировке, 2006
- Писатель в спектакле — балете А. А. Плисецкой «Город глазами джаза», премьера 2007

## Фильмография
- 1974 — «Анна Каренина» (фильм-балет Маргариты Пилихиной) — Серёжа Каренин
- 1983 — «Мэри Поппинс, до свидания» (худ. фильм Леонида Квинихидзе) — Джейн Бэнкс / миссис Бэнкс в детстве[13][14]
- 1992 — «Последняя тарантелла» (фильм-балет Александра Белинского) — Нина[15]
- 2006 — «Анна Каренина» (спектакль Андрея Житинкина) — княгиня Елизавета Тверская (Бетси)[4][16]

## Спектакли и программы
- «Весь мир» — Автор и продюсер программ[17] (2003) и «Возрождение поколения» (2000) в концертном зале «Россия».
- «Город глазами джаза» — Постановщик спектакля с Даниилом Крамером.

## Дискография
- Single «Blue Moon» (2008)[18]
- Betsi Jane «Dinner with Jazz» (2009)

## Концертные выступления
- «Small City» — музыкальный спектакль (живой звук), 2008, 2009
- Выступление во второй части вечера «Звезды балета XXI века» в Москве на сцене КДСа, (живой звук, премьера 26 октября, 2010)[19][20].

## Телевизионные передачи
Фильмы и передачи, показанные на телеканалах:
СТС, (Кино в деталях, Ф. Бондарчук, А.Сергиенко), РЕН ТВ, ТВЦ, Культура, НТВ, Россия-1

## Семья
Отец — Александр Михайлович Плисецкий (1931—1985), советский артист балета и балетмейстер. Сын Рахили Мессерер, в прошлом звезды немого кино. Похоронен в Москве на Ваганьковском кладбище.
Мать — Марианна Николаевна Седова (род. 1946), советская и российская балерина, балетный педагог, директор Академии Хореографии, балетмейстер.
Не замужем. Детей нет. 

## Фамильное древо
|  |  |  |  | Мендель Меерович Плисецкий (1869—1930) | Мендель Меерович Плисецкий (1869—1930) | Мендель Меерович Плисецкий (1869—1930) | Мендель Меерович Плисецкий (1869—1930) | Мендель Меерович Плисецкий (1869—1930) | Мендель Меерович Плисецкий (1869—1930) |  |  | Сима Израилевна (Марковская) (1868—1939) | Сима Израилевна (Марковская) (1868—1939) | Сима Израилевна (Марковская) (1868—1939) | Сима Израилевна (Марковская) (1868—1939) | Сима Израилевна (Марковская) (1868—1939) | Сима Израилевна (Марковская) (1868—1939) |  |  | Михаил Борисович Мессерер (1867—1942) | Михаил Борисович Мессерер (1867—1942) | Михаил Борисович Мессерер (1867—1942) | Михаил Борисович Мессерер (1867—1942) | Михаил Борисович Мессерер (1867—1942) | Михаил Борисович Мессерер (1867—1942) |  |  | Сима Моисеевна (Шабад) (1873—1929)  | Сима Моисеевна (Шабад) (1873—1929)  | Сима Моисеевна (Шабад) (1873—1929)  | Сима Моисеевна (Шабад) (1873—1929)  | Сима Моисеевна (Шабад) (1873—1929)  | Сима Моисеевна (Шабад) (1873—1929)  |  |  | Виктор Григорьевич Малеванский (1881—1923) | Виктор Григорьевич Малеванский (1881—1923) | Виктор Григорьевич Малеванский (1881—1923) | Виктор Григорьевич Малеванский (1881—1923) | Виктор Григорьевич Малеванский (1881—1923) | Виктор Григорьевич Малеванский (1881—1923) |  |  | Надежда Леонтьевна Попова (1880) | Надежда Леонтьевна Попова (1880) | Надежда Леонтьевна Попова (1880) | Надежда Леонтьевна Попова (1880) | Надежда Леонтьевна Попова (1880) | Надежда Леонтьевна Попова (1880) |
|  |  |  |  | Мендель Меерович Плисецкий (1869—1930) | Мендель Меерович Плисецкий (1869—1930) | Мендель Меерович Плисецкий (1869—1930) | Мендель Меерович Плисецкий (1869—1930) | Мендель Меерович Плисецкий (1869—1930) | Мендель Меерович Плисецкий (1869—1930) |  |  | Сима Израилевна (Марковская) (1868—1939) | Сима Израилевна (Марковская) (1868—1939) | Сима Израилевна (Марковская) (1868—1939) | Сима Израилевна (Марковская) (1868—1939) | Сима Израилевна (Марковская) (1868—1939) | Сима Израилевна (Марковская) (1868—1939) |  |  | Михаил Борисович Мессерер (1867—1942) | Михаил Борисович Мессерер (1867—1942) | Михаил Борисович Мессерер (1867—1942) | Михаил Борисович Мессерер (1867—1942) | Михаил Борисович Мессерер (1867—1942) | Михаил Борисович Мессерер (1867—1942) |  |  | Сима Моисеевна (Шабад) (1873—1929)  | Сима Моисеевна (Шабад) (1873—1929)  | Сима Моисеевна (Шабад) (1873—1929)  | Сима Моисеевна (Шабад) (1873—1929)  | Сима Моисеевна (Шабад) (1873—1929)  | Сима Моисеевна (Шабад) (1873—1929)  |  |  | Виктор Григорьевич Малеванский (1881—1923) | Виктор Григорьевич Малеванский (1881—1923) | Виктор Григорьевич Малеванский (1881—1923) | Виктор Григорьевич Малеванский (1881—1923) | Виктор Григорьевич Малеванский (1881—1923) | Виктор Григорьевич Малеванский (1881—1923) |  |  | Надежда Леонтьевна Попова (1880) | Надежда Леонтьевна Попова (1880) | Надежда Леонтьевна Попова (1880) | Надежда Леонтьевна Попова (1880) | Надежда Леонтьевна Попова (1880) | Надежда Леонтьевна Попова (1880) |
|  |  |  |  |                                        |                                        |                                        |                                        |                                        |                                        |  |  |                                          |                                          |                                          |                                          |                                          |                                          |  |  |                                       |                                       |                                       |                                       |                                       |                                       |  |  |                                     |                                     |                                     |                                     |                                     |                                     |  |  |                                            |                                            |                                            |                                            |                                            |                                            |  |  |                                  |                                  |                                  |                                  |                                  |                                  |
|  |  |  |  |                                        |                                        |                                        |                                        |                                        |                                        |  |  |                                          |                                          |                                          |                                          |                                          |                                          |  |  |                                       |                                       |                                       |                                       |                                       |                                       |  |  |                                     |                                     |                                     |                                     |                                     |                                     |  |  |                                            |                                            |                                            |                                            |                                            |                                            |  |  |                                  |                                  |                                  |                                  |                                  |                                  |
|  |  |  |  |                                        |                                        |                                        |                                        |                                        |                                        |  |  | Михаил Плисецкий (1899—1938)             | Михаил Плисецкий (1899—1938)             | Михаил Плисецкий (1899—1938)             | Михаил Плисецкий (1899—1938)             | Михаил Плисецкий (1899—1938)             | Михаил Плисецкий (1899—1938)             |  |  | Ра Мессерер (1902—1993)               | Ра Мессерер (1902—1993)               | Ра Мессерер (1902—1993)               | Ра Мессерер (1902—1993)               | Ра Мессерер (1902—1993)               | Ра Мессерер (1902—1993)               |  |  | Николай Яковлевич Седов (1904—1973) | Николай Яковлевич Седов (1904—1973) | Николай Яковлевич Седов (1904—1973) | Николай Яковлевич Седов (1904—1973) | Николай Яковлевич Седов (1904—1973) | Николай Яковлевич Седов (1904—1973) |  |  | Тамара Викторовна Малеванская (1908—1981)  | Тамара Викторовна Малеванская (1908—1981)  | Тамара Викторовна Малеванская (1908—1981)  | Тамара Викторовна Малеванская (1908—1981)  | Тамара Викторовна Малеванская (1908—1981)  | Тамара Викторовна Малеванская (1908—1981)  |  |  |                                  |                                  |                                  |                                  |                                  |                                  |
|  |  |  |  |                                        |                                        |                                        |                                        |                                        |                                        |  |  | Михаил Плисецкий (1899—1938)             | Михаил Плисецкий (1899—1938)             | Михаил Плисецкий (1899—1938)             | Михаил Плисецкий (1899—1938)             | Михаил Плисецкий (1899—1938)             | Михаил Плисецкий (1899—1938)             |  |  | Ра Мессерер (1902—1993)               | Ра Мессерер (1902—1993)               | Ра Мессерер (1902—1993)               | Ра Мессерер (1902—1993)               | Ра Мессерер (1902—1993)               | Ра Мессерер (1902—1993)               |  |  | Николай Яковлевич Седов (1904—1973) | Николай Яковлевич Седов (1904—1973) | Николай Яковлевич Седов (1904—1973) | Николай Яковлевич Седов (1904—1973) | Николай Яковлевич Седов (1904—1973) | Николай Яковлевич Седов (1904—1973) |  |  | Тамара Викторовна Малеванская (1908—1981)  | Тамара Викторовна Малеванская (1908—1981)  | Тамара Викторовна Малеванская (1908—1981)  | Тамара Викторовна Малеванская (1908—1981)  | Тамара Викторовна Малеванская (1908—1981)  | Тамара Викторовна Малеванская (1908—1981)  |  |  |                                  |                                  |                                  |                                  |                                  |                                  |
|  |  |  |  |                                        |                                        |                                        |                                        |                                        |                                        |  |  |                                          |                                          |                                          |                                          |                                          |                                          |  |  |                                       |                                       |                                       |                                       |                                       |                                       |  |  |                                     |                                     |                                     |                                     |                                     |                                     |  |  |                                            |                                            |                                            |                                            |                                            |                                            |  |  |                                  |                                  |                                  |                                  |                                  |                                  |
|  |  |  |  |                                        |                                        |                                        |                                        |                                        |                                        |  |  |                                          |                                          |                                          |                                          |                                          |                                          |  |  |                                       |                                       |                                       |                                       |                                       |                                       |  |  |                                     |                                     |                                     |                                     |                                     |                                     |  |  |                                            |                                            |                                            |                                            |                                            |                                            |  |  |                                  |                                  |                                  |                                  |                                  |                                  |
|  |  |  |  |                                        |                                        |                                        |                                        |                                        |                                        |  |  |                                          |                                          |                                          |                                          |                                          |                                          |  |  | Александр Плисецкий (1931—1985)       | Александр Плисецкий (1931—1985)       | Александр Плисецкий (1931—1985)       | Александр Плисецкий (1931—1985)       | Александр Плисецкий (1931—1985)       | Александр Плисецкий (1931—1985)       |  |  | Марианна Седова (1946)              | Марианна Седова (1946)              | Марианна Седова (1946)              | Марианна Седова (1946)              | Марианна Седова (1946)              | Марианна Седова (1946)              |  |  |                                            |                                            |                                            |                                            |                                            |                                            |  |  |                                  |                                  |                                  |                                  |                                  |                                  |
|  |  |  |  |                                        |                                        |                                        |                                        |                                        |                                        |  |  |                                          |                                          |                                          |                                          |                                          |                                          |  |  | Александр Плисецкий (1931—1985)       | Александр Плисецкий (1931—1985)       | Александр Плисецкий (1931—1985)       | Александр Плисецкий (1931—1985)       | Александр Плисецкий (1931—1985)       | Александр Плисецкий (1931—1985)       |  |  | Марианна Седова (1946)              | Марианна Седова (1946)              | Марианна Седова (1946)              | Марианна Седова (1946)              | Марианна Седова (1946)              | Марианна Седова (1946)              |  |  |                                            |                                            |                                            |                                            |                                            |                                            |  |  |                                  |                                  |                                  |                                  |                                  |                                  |
|  |  |  |  |                                        |                                        |                                        |                                        |                                        |                                        |  |  |                                          |                                          |                                          |                                          |                                          |                                          |  |  |                                       |                                       |                                       |                                       |                                       |                                       |  |  |                                     |                                     |                                     |                                     |                                     |                                     |  |  |                                            |                                            |                                            |                                            |                                            |                                            |  |  |                                  |                                  |                                  |                                  |                                  |                                  |
|  |  |  |  |                                        |                                        |                                        |                                        |                                        |                                        |  |  |                                          |                                          |                                          |                                          |                                          |                                          |  |  |                                       |                                       |                                       |                                       | Анна Плисецкая (1971)                 |                                       |  |  |                                     |                                     |                                     |                                     |                                     |                                     |  |  |                                            |                                            |                                            |                                            |                                            |                                            |  |  |                                  |                                  |                                  |                                  |                                  |                                  |